# The Unquestionable Truth (Part 1)
The Unquestionable Truth (Part 1) è il quinto album in studio del gruppo musicale statunitense Limp Bizkit, pubblicato il 2 maggio 2005 dalla Flip Records e dalla Geffen Records.

## Antefatti
Nell'ottobre del 2001 i Limp Bizkit si erano temporaneamente separati dal chitarrista Wes Borland, annunciandolo anche sul sito ufficiale. Due anni dopo il gruppo registrò e pubblicò l'album Results May Vary, col chitarrista Mike Smith, già membro temporaneo degli Snot. Nel 2004 il gruppo licenziò Smith, si riunì con Borland e annunciò la lavorazione dell'album The Unquestionable Truth (Part 1), pubblicato un anno dopo.

## Pubblicazione
The Unquestionable Truth (Part 1) fu pubblicato in veste di disco underground, senza alcuna forma di pubblicizzazione. Wes Borland non condivise la decisione del gruppo, considerandola un danno d'immagine. L'album vendette 37,000 copie nella prima settimana negli Stati Uniti, raggiungendo il numero 24 della classifica Billboard 200.

## Descrizione
Il disco fu inciso dal gruppo di Jacksonville dopo il ritorno del chitarrista Wes Borland, avvenuto nel 2004. Venne registrato a Praga tra ottobre 2004 e febbraio 2005. Le tematiche del disco presentano notevoli differenze con quelle trattate negli altri lavori, infatti i testi di Fred Durst sono molto seri e caratterizzati da sfumature politiche, inoltre all'epoca molti fan e critici accusarono Durst di imitare lo stile di Zack De La Rocha, rapper dei Rage Against the Machine, gruppo che Durst ha effettivamente dichiarato più volte di apprezzare. I temi trattati includono la propaganda, la pedofilia nella Chiesa cattolica, il terrorismo e la povertà. Anche lo stile sonoro del gruppo in questo lavoro si evolve, assumendo connotazioni oscure e sinistre. DJ Lethal, turntablist del quintetto, collaborò attivamente soltanto nel brano The Key, partecipando al resto dell'album solamente con effetti ambientali di sottofondo (vedi ad esempio la parte finale di The Priest o The Surrender), mentre il batterista John Otto lavorò unicamente in The Channel, infatti nelle altre tracce la batteria è suonata da Sammy Siegler, membro dei Glassjaw.

## Accoglienza
L'album ricevette critiche miste. L'autore di AllMusic Stephen Thomas Erlewine disse che la musica del disco è "in direzione giusta – ha sonorità più ambiziose, aggressive e drammatiche, incentrate su versi potenti e cori altalenanti." Tuttavia il critico accusò il gruppo di aver contato troppo sul cantante Fred Durst, considerato "il frontman meno simpatico e più strampalato del rock." Nel suo libro The Essential Rock Discography, Martin Charles Strong diede all'album 5 stelle su 10.

## Tracce
Testi di Fred Durst.
1. The Propaganda – 5:16
2. The Truth – 5:29
3. The Priest – 4:58
4. The Key – 1:25
5. The Channel – 4:41
6. The Story – 3:56
7. The Surrender – 3:58

## Formazione
Gruppo
- Fred Durst - voce
- Wes Borland - chitarra
- Sam Rivers - basso
- John Otto - batteria
- DJ Lethal - giradischi

Altri musicisti
- Sammy Siegler - batteria